# Société des amis des Noirs

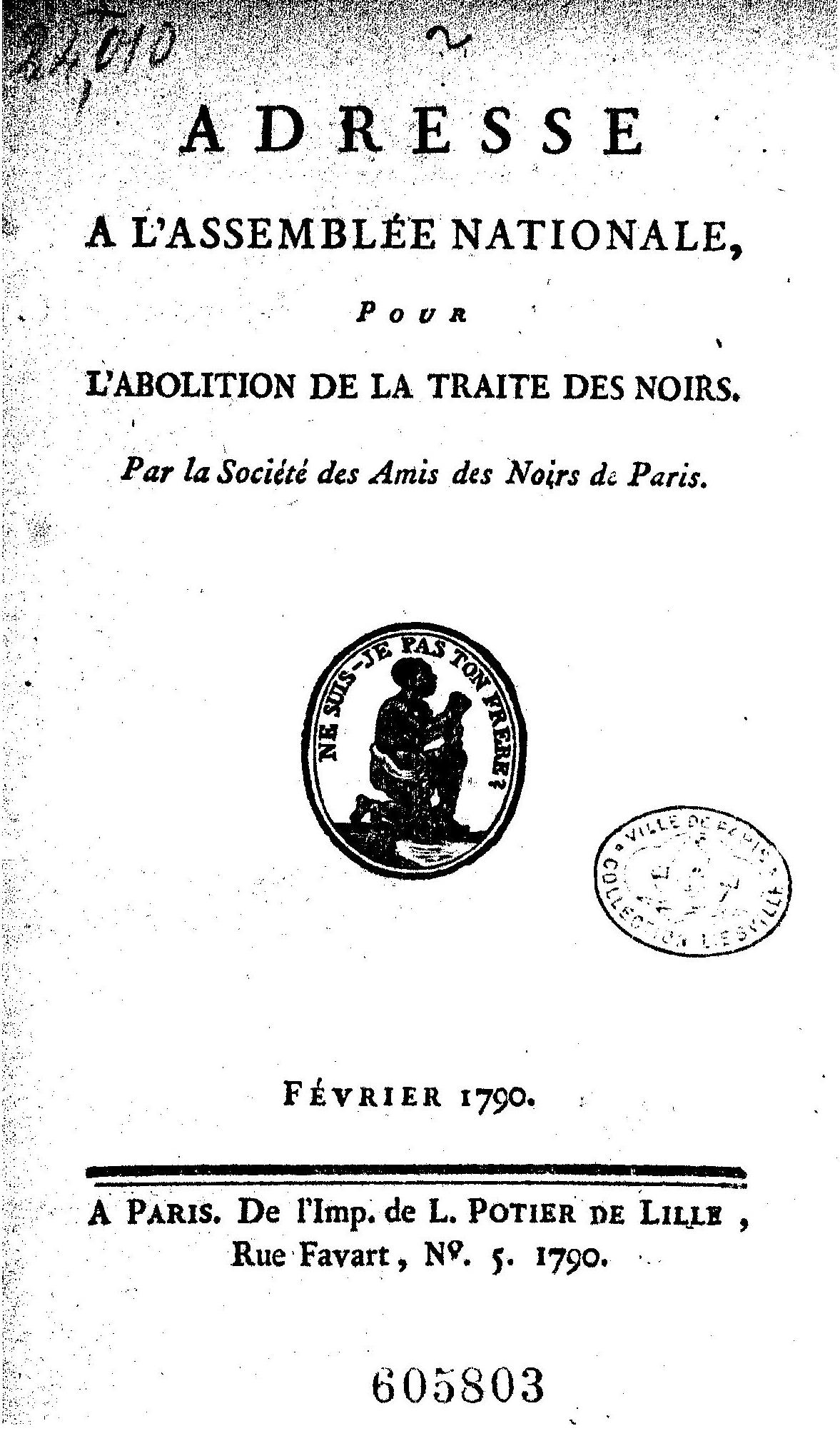
Front page of Address to the National Assembly by the Société des amis des noirs, February 1790

Société des amis des Noirs eller bara Amis des noirs var en fransk abolitionistförening, grundad i Paris 1788 och upplöst 1793.
Dess medlemmar bestod mestadels av vita män och kvinnor. Syftet var att arbeta för avskaffandet av slavhandeln och slaveriet i de franska kolonierna i Karibien. Det leddes av Jacques Pierre Brissot under inflytande av Thomas Clarkson, som hade en liknande position inom den brittiska motsvarigheten Society for Effecting the Abolition of the Slave Trade. Den publicerade abolitionistisk litteratur. 
Den verkade för avskaffandet av slaveriet inom det franska parlamentet efter franska revolutionen, samtidigt som dess motpart Club de l'hôtel de Massiac verkade för att förhindra det. Det är okänt hur stort inflytande sällskapet hade på nationalförsamlingens beslut att avskaffa slaveriet 1794, ett beslut som sedan upphävdes av Napoleon, som återinförde slaveriet 1804.